# حمض الكربوران

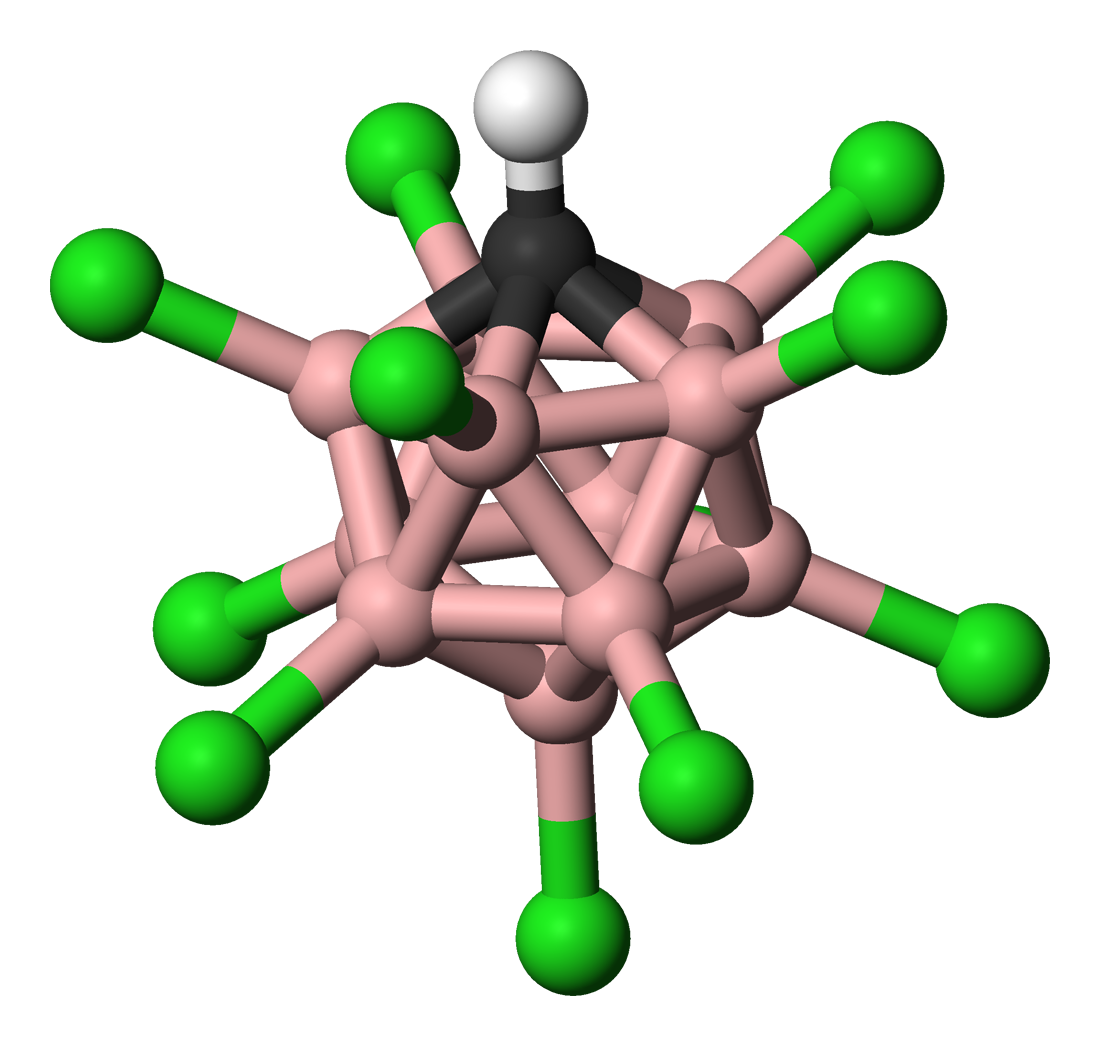
نموذج بنيوي لأنيون حمض الكربوران، تظهر فيه عناصر الهيدروجين باللون الأبيض، والكربون باللون الأسود والبورون باللون الزهري والكلور باللون الأخضر.

حمض الكربوران هو حمض فائق له الصيغة (H(CHB11Cl11 وهو من مركبات الكربورانات، والتي هي مركبات تجميعية عنقودية من الكربون والبورون والهيدروجين، بالإضافة إلى الكلور كما في حالة مركب حمض الكربوران.

## الخصائص
إن حمض الكربوران أقوى من حمض الكبريتيك بمليون مرة. يعود سبب هذه الحموضة المرتفعة إلى أن أنيون الحمض، وهو الكربوران (−CHB11Cl11) يكون عالي الاستقرار، وبسبب وجود مستبدلات الكلور ذات الكهرسلبية العالية. كدليل على قوة هذا الحمض، فإنه الحمض الوحيد الذي يستطيع أن يبرتن الفوليرين C60 بدون أن يفككه. بالإضافة إلى ذلك، فإن أنيون هذا الحمض، هو الأنيون الوحيد الذي يستطيع أن يشكل ملح مستقر قابل للعزل مع أيون الأرينيوم +C6H7.

## الاستخدامات
في الكيمياء التناسقية تستخدم الكربورانات كهياكل مميزة للربيطات ذات الحجم الكبير. وجد مؤخراً أن وحدة الكربورانيل يمكن ان تكون مستبدلات ساحبة للإلكترونات أو مانحة للإلكترونات وذلك حسب مكان ارتباط التجمع أو العنقود إلى الذرة غير المتجانسة.